# Halowe Mistrzostwa Świata w Lekkoatletyce 2001 – bieg na 60 m przez płotki mężczyzn
Bieg na 60 m przez płotki mężczyzn – jedna z konkurencji rozgrywanych podczas halowych mistrzostw świata w lekkoatletyce w 2001. Eliminacje, półfinały i finał odbyły się 9 marca.
Do eliminacji zgłoszonych zostało 24 zawodników z 20 państw.
Zawody w tej konkurencji wygrał reprezentant Stanów Zjednoczonych Terrence Trammell. Drugą pozycję zajął zawodnik z Kuby Anier García, trzecią zaś reprezentujący RPA Shaun Bownes.

## Wyniki

### Eliminacje
Źródło: 
Bieg 1
| Miejsce | Zawodnik           | Państwo | Wynik | Uwagi |
| ------- | ------------------ | ------- | ----- | ----- |
| 1.      | Staņislavs Olijars | Łotwa   | 7,63  |       |
| 2.      | Dudley Dorival     | Haiti   | 7,68  |       |
| 3.      | Yoel Hernández     | Kuba    | 7,70  |       |
| 4.      | Maurice Wignall    | Jamajka | 7,73  |       |
| 5.      | Leonard Hudec      | Austria | 7,79  |       |
| 6.      | Andrea Putignani   | Włochy  | 7,80  |       |
| 7.      | Dawit Ilariani     | Gruzja  | 8,23  |       |
| 8.      | Sergi Raya         | Andora  | 8,45  |       |

Bieg 2
| Miejsce | Zawodnik            | Państwo           | Wynik | Uwagi |
| ------- | ------------------- | ----------------- | ----- | ----- |
| 1.      | Shaun Bownes        | Południowa Afryka | 7,62  |       |
| 2.      | Robert Kronberg     | Szwecja           | 7,67  |       |
| 3.      | Anier García        | Kuba              | 7,74  |       |
| 4.      | Hipólito Montesinos | Hiszpania         | 7,75  |       |
| 5.      | Żiwko Widenow       | Bułgaria          | 7,75  |       |
| 6.      | Wagner Marseille    | Haiti             | 7,90  |       |
| 7.      | José Calixto Sierra | Honduras          | 10,38 |       |
| –       | Rui Palma           | Portugalia        | DNF   |       |

Bieg 3
| Miejsce | Zawodnik              | Państwo           | Wynik | Uwagi |
| ------- | --------------------- | ----------------- | ----- | ----- |
| 1.      | Terrence Trammell     | Stany Zjednoczone | 7,56  |       |
| 2.      | Elmar Lichtenegger    | Austria           | 7,61  |       |
| 3.      | Peter Coghlan         | Irlandia          | 7,73  |       |
| 4.      | Jewgienij Pieczonkin  | Rosja             | 7,76  |       |
| 5.      | Emiliano Pizzoli      | Włochy            | 7,80  |       |
| 6.      | Adrian Woodley        | Kanada            | 7,84  |       |
| 7.      | Balázs Kovács         | Węgry             | 7,86  |       |
| 8.      | Baymurat Ashirmuradov | Turkmenistan      | 8,50  |       |

### Półfinały
Źródło: 
Bieg 1
| Miejsce | Zawodnik            | Państwo           | Wynik | Uwagi |
| ------- | ------------------- | ----------------- | ----- | ----- |
| 1.      | Staņislavs Olijars  | Łotwa             | 7,55  | SB    |
| 2.      | Yoel Hernández      | Kuba              | 7,59  |       |
| 3.      | Dudley Dorival      | Haiti             | 7,64  | SB    |
| 4.      | Shaun Bownes        | Południowa Afryka | 7,65  |       |
| 5.      | Hipólito Montesinos | Hiszpania         | 7,71  |       |
| 6.      | Emiliano Pizzoli    | Włochy            | 7,78  |       |
| 7.      | Leonard Hudec       | Austria           | 7,78  |       |
| 8.      | Maurice Wignall     | Jamajka           | 7,81  |       |

Bieg 2
| Miejsce | Zawodnik             | Państwo           | Wynik | Uwagi |
| ------- | -------------------- | ----------------- | ----- | ----- |
| 1.      | Robert Kronberg      | Szwecja           | 7,54  | NR    |
| 2.      | Terrence Trammell    | Stany Zjednoczone | 7,54  |       |
| 3.      | Anier García         | Kuba              | 7,56  | SB    |
| 4.      | Elmar Lichtenegger   | Austria           | 7,63  |       |
| 5.      | Jewgienij Pieczonkin | Rosja             | 7,63  |       |
| 6.      | Peter Coghlan        | Irlandia          | 7,67  | SB    |
| 7.      | Żiwko Widenow        | Bułgaria          | 7,77  |       |
| 8.      | Andrea Putignani     | Włochy            | 7,92  |       |

### Finał
Źródło: 
| Miejsce | Zawodnik           | Państwo           | Wynik | Uwagi |
| ------- | ------------------ | ----------------- | ----- | ----- |
| 01 !    | Terrence Trammell  | Stany Zjednoczone | 7,51  |       |
| 02 !    | Anier García       | Kuba              | 7,54  | SB    |
| 03 !    | Shaun Bownes       | Południowa Afryka | 7,55  |       |
| 4.      | Robert Kronberg    | Szwecja           | 7,57  |       |
| 5.      | Yoel Hernández     | Kuba              | 7,58  | SB    |
| 6.      | Elmar Lichtenegger | Austria           | 7,65  |       |
| 7.      | Dudley Dorival     | Haiti             | 7,73  |       |
| 8.      | Staņislavs Olijars | Łotwa             | 12,77 |       |